# Mala fama (banda)
Mala Fama es un grupo argentino de cumbia villera fundado en 1998 en la ciudad bonaerense de San Fernando. Estuvo inactivo entre 2002 y 2008 y, desde su retorno, el único integrante de la formación original es su líder, Hernán Coronel, quien se desempeña como vocalista y en ocasiones utiliza el teclado. Han publicado cinco discos de estudio.

## Historia

### Década de 2000
Su primer disco, Ritmo sustancia, se publicó en el año 2000. Incluía canciones como "La marca de la gorra", "Guampa chata", "Made in Argentina" y "Soy Mala Fama". El atractivo de la banda fueron las melodías con un tono sinfónico, las vivencias y temas de ciertas canciones abordadas desde un enfoque cómico y el carisma de Coronel no solo al cantar si no también en las presentaciones. El disco además trae un Cuarteto cordobés (Mi alegría) y un instrumental (Sinfonía de la Cumbia)
Posteriormente, con el lanzamiento de su segundo disco, Para vos basura, la banda creció tanto en popularidad como en sonido y presencia en los medios de comunicación. Los principales temas de ese disco fueron "Gorra basura", "Vos querés" y "El tumbanido". La gama de estilos musicales del disco se amplía, combinando cumbia, cuarteto-merengue ("Que mala leche") Guaracha santiagueña ("La Ladilla"),Funk ("La Tengo Dura"), Galopa misionera ("Te inco mi cuchillo") y Ska ("Por el orti").
A principios de la década de 2000, eran habituales sus presentaciones en el programa de música Pasión de sábado. En su apogeo se presentó en el programa televisivo Videomatch y en otros eventos, como el festejo de Racing en su estadio por la obtención del Torneo Apertura 2001, equipo del que son hinchas Coronel, su hijo Bartolo y su padre el Tumba Vasos. En los recitales del grupo, a veces participa el padre de Coronel ejecutando el güiro, saltando y bailando.
Luego del segundo disco, la mayoría de los integrantes abandonó el grupo, que pasó a un largo período de inactividad, durante el que Coronel grabó un álbum solista titulado Si tenés... Mandale mecha!!! (2004). Las canciones de ese disco fueron editadas en nuevas versiones en el tercer disco de Mala Fama, publicado en 2008 bajo un título casi idéntico (Si tenés, mandale mecha!!!). Ese disco no tuvo la difusión de los dos anteriores, ya que la cumbia villera se encontraba en decadencia desde hacía algunos años y los productores discográficos solían ignorar a las bandas de los inicios del movimiento. El disco es el primero en el que la banda incursionó en la música electrónica, al hacer un remix de una de las canciones ("Qué personaje") del propio disco.

### Década de 2010
En 2010, se publicó el disco Pero qué te pasó en la cara..?? Whats..???, con algunas canciones nuevas pero principalmente remixados y nuevas versiones de canciones de discos anteriores. siendo los principales simples "El Sanguijuela" y "La motito de Carlitos", teniendo este último una reversión hecha por la banda de Heavy metal Asspera en 2019 En 2013, la banda publicó su quinto disco, Lo peor. En 2016 la agrupación firmó un contrato de distribución con MOJO, una compañía argentina. Tras publicar algunos sencillos en 2017 y 2018 (destacándose "Gordo Rata", con Dante Spinetta como músico invitado), en diciembre de 2018 festejó sus veinte años de carrera con un concierto en el Teatro Ópera, en el que participaron Andrés Calamaro, Spinetta y Marcela Morelo entre otros). En la actualidad, Mala Fama, y sobre todo Coronel, se ha vuelto una banda Influencer presentando temas y giras por medio de las redes sociales. 

## Temáticas
Si bien las canciones de Mala Fama suelen abordar temáticas comunes en muchas canciones pertenecientes a la cumbia villera como la delincuencia, las drogas, el alcohol y el sexo, varias de ellas se caracterizan por ser abordadas con un sentido humorístico, acentuado a veces por frases y acentuaciones cómicas y sonidos onomatopéyicos (tal como el característico ¡japish!) que incluye Hernán Coronel. Además, los nombres de las canciones y los discos suelen estar escritos de forma extravagante, muchas veces sin respetar las reglas de ortografía.

## Miembros
- Hernán Coronel - (voz principal y coros).
- Nacho Godoy - (teclados).
- koki bartolo -{teclados}
- Nico Acuña - (congas y coros).
- Darío Zárate - (bajo).
- Rodrigo Rojas - Octapad (batería electrónica).
- Juan Almirón - (timbales).
- El Tumba Vasos (padre de Hernán Coronel) - güiro y animación.

```
 Bautix Prod. (tecnico en grabacion)
```

## Discografía
| Año  | Título                     | Discográfica |
| ---- | -------------------------- | ------------ |
| 2000 | Ritmo sustancia            | DBN          |
| 2001 | Para vos basuura           | MOJO         |
| 2008 | Si tenés, mandale mecha!!! | MOJO         |
| 2013 | Lo peor                    | MOJO         |

### Sencillos
| Año  | Título                                     | Discográfica              |
| ---- | ------------------------------------------ | ------------------------- |
| 2017 | «Hay que vivirla»                          | MOJO                      |
| 2017 | «Yo uso visera»                            | Pablo José Antico         |
| 2018 | «Gordo rata» (en vivo con Dante Spinetta)  | MOJO                      |
| 2018 | «Cochi Nini» (en vivo con Andrés Calamaro) | Universal Music Argentina |